# Tricorynus elutus
Tricorynus elutus är en skalbaggsart som beskrevs av White 1965. Tricorynus elutus ingår i släktet Tricorynus och familjen trägnagare. Inga underarter finns listade i Catalogue of Life.